# Eurovision Song Contest 2022
Eurovision Song Contest 2022 var den 66. udgave af Eurovision Song Contest.
Konkurrencen blev afholdt i Italien, idet det italienske band Måneskin vandt Eurovision Song Contest 2021 med sangen "Zitti E Buoni" i Rotterdam. Konkurrencen fandt sted i Torino med semifinaler 10. og 12. maj samt finale lørdag 14. maj 2022.
Vinderen blev Ukraine med sangen "Stefania" fremført af Kalush Orchestra. Sangen opnåede et rekordstort pointantal på 631 som er det næstbedste efter at den nye afstemmnings system blev præsenteret i 2016, der især blev sikret med 439 point fra seerne hvilket er et nyt rekord for Eurovision for et land af at have modtaget så mange point fra seerne indtil nu, mens fagjuryerne valgte sangen som fjerdebedst med 192 point. Ukraine var favoritten grundet sympati i forbindelse med Ruslands invasion af landet.
Aserbajdsjan var også første land som har kvalificereret sig fra semifinalerne til finalen selv om at landet har fået 0 point fra enten seerne eller juryerne.

## Lokation
Traditionen tro var vinderen fra sidste års Eurovision, i dette tilfælde Italien, værtsland. Følgende byer viste interesse i at afholde konkurrencen: Bologna, Milano, Pesaro, Napoli og Torino.
Nedenstående arenaer og byer kæmpede om at være værter for årets konkurrence, og 8. oktober 2021 blev det offentliggjort, at årets konkurrence ville finde sted i Pala Alpitour i Torino.
| By            | Arena                        | Bemærkninger | Ref.              |
| ------------- | ---------------------------- | --- | ----------------- |
| Bologna       | Unipol Arena                 | Sport hall | [ 6 ]             |
| Firenze       | Nelson Mandela Forum         | Afholdte 2018 FIVB Volleyball Men's World Championship. | [ 7 ] [ 8 ] [ 9 ] |
| Milano        | Mediolanum Forum             | Afholdte 1998 and 2015 versionerne af MTV Europe Music Awards, 2014 Euroleague Final Four og 2018 FIVB Volleyball Men's World Championship. Vil også være vært for EuroBasket 2022 og 2026 Winter Olympics | [ 10 ] [ 11 ]     |
| Milano        | Palazzo delle Scintille (it) | Har brug for renovering | [ 10 ] [ 11 ]     |
| Napoli        | PalaBarbuto                  | Afholdte 2019 Summer Universiade basketball tournaments. | [ 12 ] [ 7 ]      |
| Pesaro        | Vitrifrigo Arena             | Basketball hjemme bane hos pesaro | [ 13 ] [ 14 ]     |
| Pesaro        | Scavolini Auditorium         | Opera hall og før var det basketball turnering | [ 13 ] [ 14 ]     |
| Reggio Emilia | —                            | — | [ 15 ] [ 16 ]     |
| Rimini        | Rimini Expo centre           | Største arena i Italien | [ 17 ] [ 18 ]     |
| Rom           | PalaLottomatica              | Afholdt 1960 Olympic basketball tournaments og slutningen af 1990 FIFA World Cup. | [ 19 ] [ 20 ]     |
| Sanremo       | Teatro Ariston               | Har afholdt Sanremo Music Festival Siden 1977 | [ 21 ] [ 22 ]     |
| Torino        | Pala Alpitour                | Afholdt ice hockey events at the 2006 Winter Olympics, Åbnings- og afslutningsceremonien 2007 Winter Universiade og 2018 FIVB Volleyball Men's World Championship.                                         | [ 23 ] [ 7 ]      |
| Verona        | Verona Arena                 | Vil også afholde Vinter OL 2026. Har brug for en renovering af taget | [ 21 ]            |

## Optakt

### Hviderusland smidt permanent ud af Eurovision Song Contest
Fremover bliver verdens største musikkonkurrence, Eurovision Song Contest, uden deltagelse af Hviderusland. Det står klart, efter den europæiske tv-union, EBU, har valgt at smide landets public service-broadcaster, BTRC, på porten.
Det er EBU, der står bag Eurovision Song Contest, og medlemskab af EBU giver også de respektive medlemslande mulighed for at udveksle nyheder og sende sportsbegivenheder på deres kanaler.
Dermed gøres maj måneds suspendering af BTRC permanent. Dengang lød det i en pressemeddelelse fra EBU, at man var særdeles bekymrede over Hvideruslands tilgang til pressefrihed og ytringsfrihed.

### Rusland udelukkes
Efter Ruslands invasion af Ukraine, har EBU den 25. februar besluttet, at Rusland skal udelukkes fra dette års Eurovision Song Contest. Danmark og Norge har, blandt andre, krævet, at Rusland udelukkes fra dette års konkurrence.

## Format
Semifinalelodtrækningen, der bestemte i hvilken semifinale og i hvilken halvdel af den semifinale, de enkelte lande skulle deltage i, blev afholdt 25. januar 2022 på Palazzo Madama i Torino. De deltagende lande var delt ind i seks grupper baseret på, hvem der historisk set stemmer mest på hinanden. Dette var med til at sikre, at alle disse lande ikke havnede i samme semifinale. Det var kun landene i den enkelte semifinale, der kunne stemme på hinanden, så et land i semifinale 1 kunne ikke stemme på et land i semifinale 2. For eksempel giver de nordiske lande og balkanlandene traditionelt flere point til hinanden end til andre lande i Europa. The Big 5, der inkluderer Storbritannien, Spanien, Frankrig, Italien og Tyskland, er direkte i finalen hvert år og var derfor ikke at finde i grupperne. De kunne dog kun stemme i én semifinale, der også blev trukket lod om. Værtslandet er normalt også direkte kvalificeret, men årets værtsland var Italien, som er en del af The Big 5.
Derfor så grupperne i år sådan ud:
| Gruppe 1                                                                  | Gruppe 2                                                    | Gruppe 3                                                          | Gruppe 4                                                          | Gruppe 5                                                   | Gruppe 6                                                   |
| ------------------------------------------------------------------------- | ----------------------------------------------------------- | ----------------------------------------------------------------- | ----------------------------------------------------------------- | ---------------------------------------------------------- | ---------------------------------------------------------- |
| - Albanien - Kroatien - Montenegro - Nordmakedonien - Serbien - Slovenien | - Australien - Danmark - Finland - Island - Norge - Sverige | - Armenien - Aserbajdsjan - Georgien - Israel - Rusland - Ukraine | - Bulgarien - Cypern - Grækenland - Malta - Portugal - San Marino | - Estland - Letland - Litauen - Moldova - Polen - Rumænien | - Belgien - Holland - Irland - Schweiz - Tjekkiet - Østrig |

I årets Eurovision Song Contest deltog 40 lande i konkurrencen.

## Deltagende lande

### Semifinale 1
Disse lande kunne stemme på hinanden.  Frankrig og  Italien stemte også i denne semifinale. Rusland skulle oprindeligt have deltaget i anden halvdel af første semifinale, men var udelukket på grund af invasionen i Ukraine. De lande, der er farvemarkeret, gik videre til finalen.
| Nr. | Land       | Kunstner                        | Sang                      | Sprog                | Oversættelse         | Point | Plads |
| --- | ---------- | ------------------------------- | ------------------------- | -------------------- | -------------------- | ----- | ----- |
| 1   | Albanien   | Ronela Hajati                   | "Sekret"                  | Albansk, engelsk     | Hemmelighed          | 58    | 12    |
| 2   | Letland    | Citi Zēni                       | "Eat Your Salad"          | Engelsk              | Spis din salat       | 55    | 14    |
| 3   | Litauen    | Monika Liu                      | "Sentimentai"             | Litauisk             | Følelser             | 159   | 7     |
| 4   | Schweiz    | Marius Bear                     | "Boys Do Cry"             | Engelsk              | Drenge græder        | 118   | 9     |
| 5   | Slovenien  | LPS                             | "Disko"                   | Slovensk             | “Diskotek”           | 15    | 17    |
| 6   | Ukraine    | Kalush Orchestra                | "Stefania" (Стефанія)     | Ukrainsk             | “Stefania”           | 337   | 1     |
| 7   | Bulgarien  | Intelligent Music Project       | "Intention"               | Engelsk              | Hensigt              | 29    | 16    |
| 8   | Holland    | S10                             | "De Diepte"               | Hollandsk            | Dybden               | 221   | 2     |
| 9   | Moldova    | Zdob și Zdub & Advahov Brothers | "Trenulețul"              | Rumænsk              | Tog                  | 154   | 8     |
| 10  | Portugal   | Maro                            | "Saudade, saudade"        | Engelsk, portugisisk | Længsel, længsel     | 208   | 4     |
| 11  | Kroatien   | Mia Dimšić                      | "Guilty Pleasure"         | Engelsk              | Skamfuld fornøjelse  | 75    | 11    |
| 12  | Danmark    | Reddi                           | "The Show"                | Engelsk              | Showet               | 55    | 13    |
| 13  | Østrig     | LUM!X feat. Pia Maria           | "Halo"                    | Engelsk              | Glorie               | 42    | 15    |
| 14  | Island     | Systur                          | "Með hækkandi sól"        | Islandsk             | Med den opgående sol | 103   | 10    |
| 15  | Grækenland | Amanda Georgiadi Tenfjord       | "Die Together"            | Engelsk              | Dø sammen            | 211   | 3     |
| 16  | Norge      | Subwoolfer                      | "Give That Wolf a Banana" | Engelsk              | Giv den ulv en banan | 177   | 6     |
| 17  | Armenien   | Rosa Linn                       | "Snap"                    | Engelsk              | Knips                | 187   | 5     |

#### Tele- og jurystemmer i Semifinale 1
| Plads | Telestemmer | Point | Jury       | Point |
| ----- | ----------- | ----- | ---------- | ----- |
| 1     | Ukraine     | 202   | Grækenland | 151   |
| 2     | Moldova     | 135   | Holland    | 142   |
| 3     | Armenien    | 105   | Ukraine    | 135   |
| 4     | Norge       | 104   | Portugal   | 121   |
| 5     | Litauen     | 103   | Schweiz    | 107   |
| 6     | Portugal    | 87    | Armenien   | 82    |
| 7     | Holland     | 79    | Norge      | 73    |
| 8     | Grækenland  | 60    | Island     | 64    |
| 9     | Albanien    | 46    | Litauen    | 56    |
| 10    | Island      | 39    | Kroatien   | 42    |
| 11    | Østrig      | 36    | Letland    | 39    |
| 12    | Kroatien    | 33    | Danmark    | 35    |
| 13    | Danmark     | 20    | Moldova    | 19    |
| 14    | Bulgarien   | 18    | Albanien   | 12    |
| 15    | Letland     | 16    | Bulgarien  | 11    |
| 16    | Schweiz     | 11    | Slovenien  | 7     |
| 17    | Slovenien   | 8     | Østrig     | 6     |

De ti lande, som kvalificerede sig til finalen, blev annonceret i vilkårlig rækkefølge:
- Schweiz
- Armenien
- Island
- Litauen
- Portugal
- Norge
- Grækenland
- Ukraine
- Moldova
- Holland

### Semifinale 2
Disse lande kunne stemme på hinanden.  Spanien,  Storbritannien og  Tyskland stemte også i denne semifinale. De lande, der er farvemarkeret, gik videre til finalen.
| Nr. | Land           | Kunstner          | Sang              | Sprog              | Oversættelse        | Point | Plads |
| --- | -------------- | ----------------- | ----------------- | ------------------ | ------------------- | ----- | ----- |
| 1   | Finland        | The Rasmus        | "Jezebel"         | Engelsk            | “Jesabel”           | 162   | 7     |
| 2   | Israel         | Michael Ben-David | "I.M"             | Engelsk            | Jeg er              | 61    | 13    |
| 3   | Serbien        | Konstrakta        | "In Corpore Sano" | Serbisk, latin     | I en sund krop      | 237   | 3     |
| 4   | Aserbajdsjan   | Nadir Rustamli    | "Fade to Black"   | Engelsk            | Falme til sort      | 96    | 10    |
| 5   | Georgien       | Circus Mircus     | "Lock Me In"      | Engelsk            | Lås mig inde        | 22    | 18    |
| 6   | Malta          | Emma Muscat       | "I Am What I Am"  | Engelsk            | Jeg er hvad jeg er  | 47    | 16    |
| 7   | San Marino     | Achille Lauro     | "Stripper"        | Italiensk, engelsk | “Strippere”         | 50    | 14    |
| 8   | Australien     | Sheldon Riley     | "Not the Same"    | Engelsk            | Ikke den samme      | 243   | 2     |
| 9   | Cypern         | Andromache        | "Ela" (Έλα)       | Græsk, engelsk     | Kom                 | 63    | 12    |
| 10  | Irland         | Brooke            | "That's Rich"     | Engelsk            | Det’ rigt           | 47    | 15    |
| 11  | Nordmakedonien | Andrea            | "Circles"         | Engelsk            | Cirkler             | 76    | 11    |
| 12  | Estland        | Stefan            | "Hope"            | Engelsk            | Håb                 | 209   | 5     |
| 13  | Rumænien       | WRS               | "Llámame"         | Engelsk, spansk    | Ring til mig        | 118   | 9     |
| 14  | Polen          | Ochman            | "River"           | Engelsk            | Flod                | 198   | 6     |
| 15  | Montenegro     | Vladana           | "Breathe"         | Engelsk            | Træk vejret         | 33    | 17    |
| 16  | Belgien        | Jérémie Makiese   | "Miss You"        | Engelsk            | Savner dig          | 151   | 8     |
| 17  | Sverige        | Cornelia Jakobs   | "Hold Me Closer"  | Engelsk            | Hold mig tættere på | 396   | 1     |
| 18  | Tjekkiet       | We Are Domi       | "Lights Off"      | Engelsk            | Lyset slukket       | 227   | 4     |

#### Tele- og jurystemmer i Semifinale 2
| Plads | Telestemmer    | Point | Jury           | Point |
| ----- | -------------- | ----- | -------------- | ----- |
| 1     | Sverige        | 174   | Sverige        | 222   |
| 2     | Serbien        | 174   | Australien     | 169   |
| 3     | Tjekkiet       | 125   | Estland        | 113   |
| 4     | Polen          | 114   | Belgien        | 105   |
| 5     | Rumænien       | 100   | Tjekkiet       | 102   |
| 6     | Finland        | 99    | Aserbajdsjan   | 96    |
| 7     | Estland        | 96    | Polen          | 84    |
| 8     | Australien     | 74    | Finland        | 63    |
| 9     | Cypern         | 54    | Serbien        | 63    |
| 10    | Belgien        | 46    | Nordmakedonien | 56    |
| 11    | Irland         | 35    | Israel         | 34    |
| 12    | San Marino     | 29    | Malta          | 27    |
| 13    | Israel         | 27    | San Marino     | 21    |
| 14    | Montenegro     | 22    | Rumænien       | 18    |
| 15    | Malta          | 20    | Georgien       | 13    |
| 16    | Nordmakedonien | 20    | Irland         | 12    |
| 17    | Georgien       | 9     | Montenegro     | 11    |
| 18    | Aserbajdsjan   | 0     | Cypern         | 9     |

De ti lande, som kvalificerede sig til finalen, blev annonceret i vilkårlig rækkefølge:
- Belgien
- Tjekkiet
- Aserbajdsjan
- Polen
- Finland
- Estland
- Australien
- Sverige
- Rumænien
- Serbien

### Finale
I finalen konkurrerede 25 lande: 20 af landene via kvalifikation i semifinalerne samt The Big Five (Frankrig, Italien (værtsland), Spanien, Storbritannien og Tyskland) som fast deltager i finalen.
| Nr. | Land           | Kunstner                        | Sang                      | Sprog                | Oversættelse         | Point | Plads |
| --- | -------------- | ------------------------------- | ------------------------- | -------------------- | -------------------- | ----- | ----- |
| 1   | Tjekkiet       | We Are Domi                     | "Lights Off"              | Engelsk              | Lyset slukket        | 38    | 22    |
| 2   | Rumænien       | WRS                             | "Llámame"                 | Engelsk, spansk      | Ring til mig         | 65    | 18    |
| 3   | Portugal       | Maro                            | "Saudade, saudade"        | Engelsk, portugisisk | Længsel, længsel     | 207   | 9     |
| 4   | Finland        | The Rasmus                      | "Jezebel"                 | Engelsk              | “Jesabel”            | 38    | 21    |
| 5   | Schweiz        | Marius Bear                     | "Boys Do Cry"             | Engelsk              | Drenge græder        | 78    | 17    |
| 6   | Frankrig       | Alvan & Ahez                    | "Fulenn"                  | Bretonsk             | Gnist                | 17    | 24    |
| 7   | Norge          | Subwoolfer                      | "Give That Wolf a Banana" | Engelsk              | Giv den ulv en banan | 182   | 10    |
| 8   | Armenien       | Rosa Linn                       | "Snap"                    | Engelsk              | Knips                | 61    | 20    |
| 9   | Italien        | Mahmood & Blanco                | "Brividi"                 | Italiensk            | Kuldegysninger       | 268   | 6     |
| 10  | Spanien        | Chanel                          | "SloMo"                   | Spansk, engelsk      | “SloMo”              | 459   | 3     |
| 11  | Holland        | S10                             | "De Diepte"               | Hollandsk            | Dybden               | 171   | 11    |
| 12  | Ukraine        | Kalush Orchestra                | "Stefania" (Стефанія)     | Ukrainsk             | “Stefania”           | 631   | 1     |
| 13  | Tyskland       | Malik Harris                    | "Rockstars"               | Engelsk              | Rockstjerner         | 6     | 25    |
| 14  | Litauen        | Monika Liu                      | "Sentimentai"             | Litauisk             | Følelser             | 128   | 14    |
| 15  | Aserbajdsjan   | Nadir Rustamli                  | "Fade to Black"           | Engelsk              | Falme til sort       | 106   | 16    |
| 16  | Belgien        | Jérémie Makiese                 | "Miss You"                | Engelsk              | Savner dig           | 64    | 19    |
| 17  | Grækenland     | Amanda Georgiadi Tenfjord       | "Die Together"            | Engelsk              | Dø sammen            | 215   | 8     |
| 18  | Island         | Systur                          | "Með hækkandi sól"        | Islandsk             | Med den opgående sol | 20    | 23    |
| 19  | Moldova        | Zdob și Zdub & Advahov Brothers | "Trenulețul"              | Rumænsk              | Tog                  | 253   | 7     |
| 20  | Sverige        | Cornelia Jakobs                 | "Hold Me Closer"          | Engelsk              | Hold mig tættere på  | 438   | 4     |
| 21  | Australien     | Sheldon Riley                   | "Not the Same"            | Engelsk              | Ikke den samme       | 125   | 15    |
| 22  | Storbritannien | Sam Ryder                       | "Space Man"               | Engelsk              | Rummand              | 466   | 2     |
| 23  | Polen          | Ochman                          | "River"                   | Engelsk              | Flod                 | 151   | 12    |
| 24  | Serbien        | Konstrakta                      | "In Corpore Sano"         | Serbisk, latin       | I en sund krop       | 312   | 5     |
| 25  | Estland        | Stefan                          | "Hope"                    | Engelsk              | Håb                  | 141   | 13    |

#### Tele- og jurystemmer i finalen
| Finale | Finale         | Finale | Finale         | Finale |
| Plads  | Telestemmer    | Points | Jury           | Points |
| ------ | -------------- | ------ | -------------- | ------ |
| 1      | Ukraine        | 439    | Storbritannien | 283    |
| 2      | Moldova        | 239    | Sverige        | 258    |
| 3      | Spanien        | 228    | Spanien        | 231    |
| 4      | Serbien        | 225    | Ukraine        | 192    |
| 5      | Storbritannien | 183    | Portugal       | 171    |
| 6      | Sverige        | 180    | Grækenland     | 158    |
| 7      | Norge          | 146    | Italien        | 158    |
| 8      | Italien        | 110    | Holland        | 129    |
| 9      | Polen          | 105    | Australien     | 123    |
| 10     | Estland        | 98     | Aserbajdsjan   | 103    |
| 11     | Litauen        | 93     | Serbien        | 87     |
| 12     | Grækenland     | 57     | Schweiz        | 78     |
| 13     | Rumænien       | 53     | Belgien        | 59     |
| 14     | Holland        | 42     | Polen          | 46     |
| 15     | Portugal       | 36     | Estland        | 43     |
| 16     | Finland        | 26     | Armenien       | 40     |
| 17     | Armenien       | 21     | Norge          | 36     |
| 18     | Island         | 10     | Litauen        | 35     |
| 19     | Frankrig       | 8      | Tjekkiet       | 33     |
| 20     | Tyskland       | 6      | Moldova        | 14     |
| 21     | Belgien        | 5      | Rumænien       | 12     |
| 22     | Tjekkiet       | 5      | Finland        | 12     |
| 23     | Aserbajdsjan   | 3      | Island         | 10     |
| 24     | Australien     | 2      | Frankrig       | 9      |
| 25     | Schweiz        | 0      | Tyskland       | 0      |

## Eksterne links
- Officiel hjemmeside

45°02′N 7°39′Ø / 45.04°N 7.65°Ø